# Позднеева, Любовь Дмитриевна
Любо́вь Дми́триевна Поздне́ева (2 июля 1908 — 25 августа 1974) — советский синолог, литературовед, доктор филологических наук. Профессиональный переводчик китайской литературы — такие произведения и авторы как Лу Синь, Ле-цзы, Чжуан-цзы (впервые издана на русском языке в 1967 году).

## Биография
Дочь статского советника, востоковеда Д. М. Позднеева. У Д. М. Позднеева  в семье было шестеро детей: дочь Анна от первого брака Д.М. Позднеева с Любовью Яковлевной Соколовой, три дочери Вера, Любовь и София, сыновья Дмитрий и Антон — от второго. Две дочери стали востоковедами и продолжили дело отца.
- Отец — Дмитрий Матвеевич Позднеев (1865-1937), востоковед;
- Сестра — Анна Дмитриевна Кабанова (1899—1980);
- Сестра — Любовь Дмитриевна Позднеева (1908—1974), синолог, переводчик;
- Сестра — Вера Дмитриевна Плотникова (1906—1943), востоковед-японист, переводчик, преподаватель Военной Академии им. Фрунзе;
- Брат — Дмитрий Дмитриевич Позднеев (1909—1937?);
- Брат — Антон Дмитриевич Позднеев (1912—1938).

Родилась в 1908 году в Иокогаме, в Японии, где в то время работал её отец. После возвращения семьи в Петербург в 1910, году поступила на приготовительное отделение в женскую гимназию Главного немецкого училища Петришуле в 1916 году; закончила училище (тогда 41-ю Советскую школу) в 1925 году.  
В 1932 году окончила ЛГУ. Кандидат филологических наук (18.12.1946). Доктор филологических наук (14.02.1956). В 1952 году стала лауреатом Ломоносовской премии.

## Основные работы
- Лу Синь. Жизнь и творчество (1881—1936). МГУ, 1959. - 572 с.
- К проблеме источниковедческого анализа древнекитайских философских трактатов. // Вестник древней истории. 1958. № 3.
- Ораторское искусство и памятники древнего Китая. // Вестник древней истории. 1959, № 3. С. 22-43.
- Цзи Кан «О долголетии».- В кн.: Древний мир. М., 1962. — С. 432—439.
- Поучение дипломату в древнем Китае. В кн.: Историко-филологические исследования. М., 1967.- С. 462-466.
- Атеисты, материалисты, диалектики Древнего Китая: Ян Чжу, Лецзы, Чжуан-цзы, VI—IV вв. до н. э. М.: Наука, 1967. — 404 с.